# Yisrael Kristal
Pour les articles homonymes, voir Kristal.
Yisrael Kristal, né le 15 septembre 1903 sous le nom d’Izrael Icek Kryształ à Żarnów (alors dans l’Empire russe, aujourd’hui en Pologne) et mort le 11 août 2017 à Haïfa (Israël), est un supercentenaire israélien d’origine polonaise et le survivant le plus âgé connu du camp de concentration d’Auschwitz.

## Biographie
Kristal est né le 15 septembre 1903 dans une famille juive religieuse de Maleniec, dans le comté de Końskie, près de Żarnów, qui faisait alors partie du Congrès polonais de l'Empire russe. Son père était un érudit de la Torah. Il étudié le judaïsme et l'hébreu à l'âge de trois ans. Il  apprend la Bible hébraïque à quatre ans et la Michna à six ans. Lors d'une interview en 2012, il se souvient que son père le réveille à cinq heures du matin pour commencer son instruction religieuse. 
Sa mère est morte en 1910 quand il avait 7 ans. Après l'éclatement de la Première Guerre mondiale en 1914, il voit l'empereur Franz Joseph en personne lorsque le monarque traversa sa ville en voiture et se souvient de lui avoir jeté des bonbons à son passage. Son père est enrôlé dans l'armée impériale russe, il est fait prisonnier et est décédé peu après la guerre. Pendant ce temps, Kristal emménage avec ses oncles.
En 1920, à 17 ans, il s'installe à Łódz. Après avoir brièvement travaillé comme métallurgiste, il a ouvert un magasin de bonbons avec un oncle. Alors qu'il travaillait initialement comme ouvrier physique, il est devenu plus tard un expert en confiserie renommé. Il épousa Chaja Feige Frucht en 1928 et eut deux enfants.
Enfermé dans le ghetto de Łódz en 1939, il est déporté au camp de concentration d’Auschwitz  en 1943 ; il ne pèse plus que 37 kilos à sa libération.
Yisrael Kristal est officiellement le doyen masculin de l’humanité à sa mort (du moins celui connu et prouvé) depuis que le Livre Guinness a retrouvé son acte de naissance en Pologne.
Il meurt le 11 août 2017 à l'âge de 113 ans et 330 jours.